# Parathormona
La parathormona o paratohormona, también denominada hormona paratiroidea, PTH o paratirina, es una hormona peptídica secretada por la glándula paratiroides que interviene en la regulación del metabolismo del calcio y del fósforo.
La paratohormona es una hormona que produce hipercalcemia (aumento de la concentración de calcio en sangre) si hay un aumento en su secreción; por otro lado, su déficit produce hipocalcemia (bajos niveles de calcio en la sangre) y como consecuencia de esto, puede inducir a la tetania. Además, regula la concentración de iones calcio en el líquido extracelular, aumentando la resorción ósea al estimular a los osteoclastos para resorber el hueso, lo que libera más calcio al torrente sanguíneo. En el caso de iones calcio lo que hace es aumentar la reabsorción en el túbulo proximal de estos iones procedentes del hueso, principalmente, para así aumentar los niveles de calcio en sangre. Por tanto, tiene un efecto contrario a la calcitonina.
De igual forma, regula los niveles de iones fósforo en la sangre, de tal forma que hace descender la concentración de ellos en este medio al aumentar su excreción renal (hiperfosfaturia).

## Función
La paratohormona induce la activación o hidroxilación de la vitamina D a nivel renal convirtiéndola en 1,25 dihidroxicolecalciferol, también llamado 1,25 dihidroxivitamina D (calcitriol); esta vitamina activa la transcripción de varias proteínas a nivel del enterocito que median la absorción de calcio intestinal.
En el enterocito induce la expresión de un transportador llamado TRPV, transportador de iones polivalentes a nivel de la membrana lúminal, que sólo trasporta Ca2+. Una vez entra, el calcio debe ser trasportado por otra proteína llamada calbindina que se une al calcio y lo trasporta desde la membrana luminal a la membrana basolateral y, desde ahí, es expulsada de la célula por dos mecanismos posibles: el primero de ellos es llamado NCX1 (intercambiador de sodio calcio), el cual introduce tres moléculas de sodio a la célula y expulsa un ion calcio al fluido extracelular. En el otro mecanismo, la PMCA1b es una bomba de calcio que utiliza ATP para extraer calcio en la membrana basolateral. Todas estas proteínas son inducidas por la presencia de vitamina D3, de ahí su importancia para que el calcio sea trasportado de forma efectiva.
No se puede obviar el paso de calcio por vía paracelular; sin embargo, este transporte no es óptimo ya que se ve interferido por las cargas de otros electrolitos y proteínas de membrana de unión intercelular, lo cual dificulta su paso.
- En el hueso: activa la función de los osteoclastos, para aumentar la resorción (pérdida) de hueso y así aumentar los niveles plasmáticos de calcio.
- En el riñón: estimula la reabsorción renal de calcio, en intercambio con el fósforo, que es eliminado (hiperfosfaturia e hipocalciuria).
- En el intestino: actúa sobre la mucosa intestinal favoreciendo la absorción de calcio (de forma indirecta al aumentar la síntesis de 1,25-(OH)2-colecalciferol (vitamina D3) que actúa sobre el epitelio intestinal).

El magnesio es un importante regulador de la actividad de la PTH. El calcitriol o vitamina D3 inhibe la secreción de PTH.